# Olympische Winterspiele 2018/Eisschnelllauf – 1000 m (Männer)
1000 m Eisschnelllauf der Männer bei den Olympischen Winterspielen 2018.
Ausgetragen wurden die 1000 m im Eisschnelllauf der Männer am 23. Februar 2018 um 19:00 Uhr Ortszeit (11:00 Mitteleuropäischer Zeit). Austragungsort war da das Gangneung Oval. 
Olympiasieger wurde der Niederländer Kjeld Nuis, Silber gewann Håvard Holmefjord Lorentzen aus Norwegen. Die Bronzemedaille ging an Kim Tae-yun aus Südkorea. 

## Bestehende Rekorde
| Weltrekord         | Shani Davis ( Vereinigte Staaten) | 1:06,42 min | Salt Lake City | 7. März 2009     |
| Olympischer Rekord | Gerard van Velde ( Niederlande)   | 1:07,18 min | Salt Lake City | 16. Februar 2002 |

## Ergebnisse
| Rang | Athlet                      | Land               | Zeit (min) |
| ---- | --------------------------- | ------------------ | ---------- |
| 1    | Kjeld Nuis                  | Niederlande        | 1:07,95    |
| 2    | Håvard Holmefjord Lorentzen | Norwegen           | 1:07,99    |
| 3    | Kim Tae-yun                 | Südkorea           | 1:08,22    |
| 4    | Joey Mantia                 | Vereinigte Staaten | 1:08,564   |
| 5    | Takuro Oda                  | Japan              | 1:08,568   |
| 6    | Kai Verbij                  | Niederlande        | 1:08,61    |
| 7    | Shani Davis                 | Vereinigte Staaten | 1:08,78    |
| 8    | Nico Ihle                   | Deutschland        | 1:08,93    |
| 9    | Koen Verweij                | Niederlande        | 1:09,14    |
| 10   | Mitchell Whitmore           | Vereinigte Staaten | 1:09,17    |
| 11   | Alexandre St-Jean           | Kanada             | 1:09,24    |
| 12   | Cha Min-kyu                 | Südkorea           | 1:09,27    |
| 13   | Chung Jae-woong             | Südkorea           | 1:09,43    |
| 14   | Joel Dufter                 | Deutschland        | 1:09,46    |
| 15   | Haralds Silovs              | Lettland           | 1:09,50    |
| 16   | Mika Poutala                | Finnland           | 1:09,58    |
| 17   | Sebastian Kłosiński         | Polen              | 1:09,59    |
| 18   | Marten Liiv                 | Estland            | 1:09,75    |
| 19   | Vincent De Haître           | Kanada             | 1:09,79    |
| 20   | Tsubasa Hasegawa            | Japan              | 1:09,83    |
| 21   | Konrád Nagy                 | Ungarn             | 1:09,92    |
| 22   | Daniel Greig                | Australien         | 1:09,99    |
| 23   | Konrad Niedźwiedzki         | Polen              | 1:10,026   |
| 24   | Daichi Yamanaka             | Japan              | 1:10,027   |
| 25   | Laurent Dubreuil            | Kanada             | 1:10,03    |
| 26   | Yang Tao                    | China              | 1:10,10    |
| 27   | Denis Kusin                 | Kasachstan         | 1:10,13    |
| 28   | Ihnat Halawazjuk            | Belarus            | 1:10,140   |
| 29   | Stanislav Palkin            | Kasachstan         | 1:10,149   |
| 30   | Mirko Giacomo Nenzi         | Italien            | 1:10,16    |
| 31   | Piotr Michalski             | Polen              | 1:10,17    |
| 32   | Henrik Rukke                | Norwegen           | 1:10,25    |
| 33   | Fjodor Mesenzew             | Kasachstan         | 1:10,62    |
| 34   | Pedro Causil                | Kolumbien          | 1:10,71    |
| 35   | Mathias Vosté               | Belgien            | 1:11,24    |
| 36   | Pekka Koskela               | Finnland           | 1:11,76    |